# Antônio Martins de Almeida
Antônio Martins de Almeida (Leopoldina, 22 de outubro de 1900 - Rio de Janeiro, 1963) foi um militar brasileiro.
Entrou no Exército em 1918. Participou da Revolução de 1930 no Ceará e na Paraíba. Foi secretário-geral do Piauí em 1931 e lutou na Revolução Constitucionalista de 1932, em São Paulo. No mesmo ano foi promovido a capitão.
Em 1933 foi nomeado interventor federal no Maranhão, cargo que ocupou até 1935.
Durante o seu governo, exerceu uma violenta repressão aos opositores do governo de Getúlio Vargas. Dois capangas armados, conhecidos como Papai Noel e Feitosa, atacavam os desafetos do interventor no Largo do Carmo, em São Luís. A truculência, empregada para garantir a vitória governista nas eleições de 1934, lhe valeram o apelido de Bala na Agulha.
Houve também conflitos com a Associação Comercial do Maranhão. Inicialmente favorável a intervenção, a entidade chegou a indicar o secretário de Fazenda (Francisco Franco de Sá Colares Moreira), encarregado de estabilizar o orçamento estadual. Entretanto, a política de aumentos de impostos levou a uma ruptura, e Martins de Almeida mandou prender os diretores da associação, que respondeu com uma greve do comércio. A política tributária, aliada aos cortes na administração pública, inclusive com demissão de funcionários, contribuiu no entanto para que o governo aumentasse a arrecadação e deixasse o estado em situação financeira equilibrada.
Martins de Almeida também reorganizou os serviços de saúde, assumindo funções das prefeituras, entre elas a fiscalização sanitária dos matadouros e mercados. Expandiu os serviços de saúde no interior do estado promovendo a vacinação nos postos regionais para combater as epidemias de alastrim (varíola menor). Criou a estrutura básica da Colônia do Bonfim. Na área da educação, exonerou vários professores e sua gestão acabaria sendo criticada pelo seu sucessor, Paulo Martins de Souza Ramos, que acusou a desorganização do departamento devido ás lutas partidárias.
De volta ao Rio de Janeiro, seguiu a carreira militar até passar à reserva como general de brigada.